# Mean Streets (album)
Mean Streets è il diciottesimo album in studio del gruppo musicale heavy metal statunitense Riot V, pubblicato il 10 maggio 2024.

## Tracce
1. Hail to the Warriors – 4:26
2. Feel the Fire – 4:12
3. Love Beyond the Grave – 4:21
4. High Noon – 3:25
5. Before This Time – 4:33
6. Higher – 4:54
7. Mean Streets – 4:40
8. Open Road – 4:25
9. Mortal Eyes – 4:09
10. Lost Dreams – 4:14
11. Lean into It – 3:57
12. No More – 4:17

## Formazione
- Todd Michael Hall - voce
- Nick Lee -  chitarra
- Mike Flyntz -  chitarra
- Don Van Stavern - basso
- Frank Gilchriest - batteria